# Hôpital Santa Clara
L'Hôpital Santa Clara est la plus importante unité hospitalière du complexe hospitalier de la Santa Casa de Misericórdia de Porto Alegre. Il se distingue dans le secteur de la maternité et de l'enfance, en médecine clinique et en chirurgie, et regroupe 36 spécialités, parmi lesquelles se remarquent l'assistance clinique et chirurgicale en cardiologie, la chirurgie générale et la chirurgie cardiovasculaire de haute précision. Une de ses unités les plus importantes est la Maternité Mário Totta, fondée le 16 novembre 1940, la plus ancienne de l'État.